# Külkereskedelem
A külkereskedelem vagy nemzetközi kereskedelem az országok közötti kereskedelem. Lehetővé teszi a nemzetközi munkamegosztást és így a gazdaságok szakosodását.

## Szükségessége
A külkereskedelembe és a nemzetközi munkamegosztásba való bekapcsolódásnak számos oka van, mint az eltérő földrajzi, gazdasági, társadalmi, technológiai, technikai adottságok az országok között. Az eltérő adottságokkal rendelkező országok eltérő hatékonysággal és gazdaságossággal (nyereségességgel) képesek előállítani különféle termékeket.

### Előnyei
Ennek az egyik legkézenfekvőbb példája a nyersanyagok rendelkezésre állása és más földrajzi adottságok – vagyis leegyszerűsítve ércekben gazdag hegységek, bányavidékek közelében alakul ki a nehézipar, míg alföldeken a mezőgazdaság. Ilyenkor beszélünk „hiánypótlásról”, amikor az importot (behozatalt) vagyis a külkereskedelmet javak hiánya teszi szükségessé.
Az így kialakuló a szakosodás gazdasági előnye az úgynevezett „szériahatás”, mely azt jelenti hogy tömegtermeléssel, központosultan nagy mennyiségben hatékonyabb termelni. Egy országon belül ez a helyi szükségletek feletti termelést eredményezi, a keletkezett árutöbblet exportot (kivitelt) tesz szükségessé, vagyis a terméket egy másik országban értékesítik.
A nemzetközi kereskedelem előnye még a választék bővülése a piacokon (importtal több termék jelenik meg), mely a hazai termelők és kereskedőket nagyobb versenyre készteti (komparatív hatás). Ez letöri az árakat ha a hazai előállítási költsége nagyobb mint az import ár (vagy jobb minőségű).

### Hátrányai
A szabadkereskedelem az előnyökön kívül számos hátránnyal is rendelkezik, különösen a fejletlenebb, gyengébb gazdaságok számára. Hátrányos ha „kölcsönös függőség” (interdependencia) alakul ki az országok között, amelyek tisztességtelen visszaéléseket tesz lehetővé. Fontos tényező a cserearány romlás, ilyenkor az import árak növekedése nagyobb, mint az export áraké.
A fejlettebb, tőke erősebb országok jobban ki tudják használni az előnyöket – ezért a külkereskedelmi politika számos eszközt (leggyakoribbak a vámok) alkalmaz a hazai gazdaság védelmére, de egyes állam zárt gazdaságokat alakítanak ki. A nyitott gazdaságokban terjed az ún. méltányos kereskedelem („fair trade”), mely a fejletlenebb gazdaságokon kíván segíteni.

## Gazdasági tanulmányok
Az exportok előmozdítása céljából számos kormányzati szervezet publikál az interneten piaci tanulmányokat szektorok és külföldi országok szerint. A leggyakrabban ezek a tanulmányok ingyenesek.
A kormányzati szervezetek listája ország szerint:
- Egyesült Államok: A USCS (US Department of Commerce) alárendeltségében, néhány ezer ilyen tanulmányt készített.

Az USDA (US Department of Agriculture) az agrár- és a élelmiszerszektorról publikál tanulmányokat.
- Kanada: Az Agriculture and Agri-Food Canada (AAC) nemzetközi tanulmányokat publikál az ágazatáról.
- Egyesült Királyság: a UK Trade & Investment felel egyszersmind az exportok előmozdításáért és a külföldi vállalatok Egyesült Királyságbeli letelepedéséért.
- Franciaország: az Ubifrance publikál tanulmányokat az exportőröknek ellenszolgáltatásért cserébe.
- Hong Kong: Hong Kong Trade Development Council (HKTDC).
- Japán: JETRO
- Ausztrália: Austrade
- Több szervezet tanulmányait terjesztő honlapok:

A Globaltrade.net, mely egy, a USCS és a Federation of International Trade Associations (FITA) közötti Private Public Partnership-ből jött létre, a honlapján a USCS-ról, a USDA-ról, az AAC-ról, a UK TI-ról, a Hong Kong TDC-ról és nem kormányközi szervezetekről publikál szabadon elérhető tanulmányokat. Ezek két szempont szerint vannak csoportosítva: a vizsgált ország és az iparág vagy téma szerint.